# Tisz (chasydyzm)

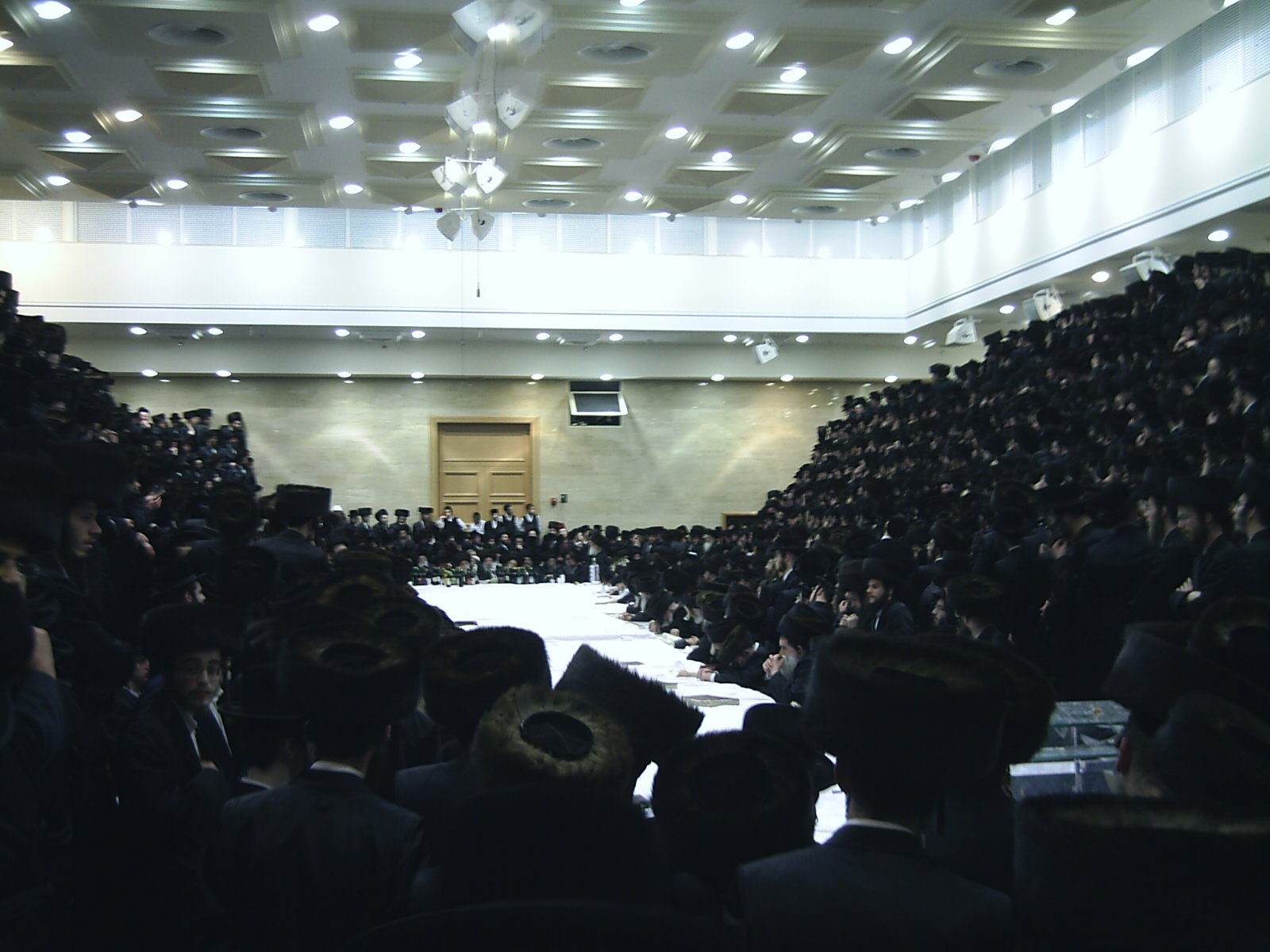
Tisz chasydów bełskich podczas święta Purim w 2006 roku

Tisz, także wielki stół (jid. ‏טיש‎, pol. stół) – chasydzka celebracja, uroczysty, publiczny posiłek spożywany przez cadyka w obecności jego chasydów, połączony zazwyczaj z wygłoszeniem do nich mowy lub pouczenia. Zwyczaj ten tradycyjnie wywodzi się od tannaitów. Do chasydyzmu został wprowadzony wraz z tradycją chawury.
Wielu chasydów przybywa w święta żydowskie na dwór cadyka, chcąc świętować je w jego obecności. Szczególne znaczenie podczas posiłku miały szirajim, czyli resztki posiłku cadyka pozostawione przez niego i przekazywane jego chasydom na znak błogosławieństwa. Po posiłku rebe rozpoczyna mowę dotyczącą zazwyczaj Tory lub opowieści chasydzkich. Podczas posiłku i mowy spożywany jest alkohol, zazwyczaj wódka lub sznaps, śpiewane są pieśni chasydzkie lub pieśni biesiadne w jęzku polskim lub rosyjskim. Następnie chasydzi biorą również udział we wspólnym tańcu wokół sali.
Odpowiednikiem zwyczaju wśród chasydów Chabad-Lubawicz jest zwyczaj farbrengen.